# Pierre Paganel
Pour les articles homonymes, voir Paganel.
Pierre Paganel, né le 31 juillet 1745 à Villeneuve-sur-Lot (Lot-et-Garonne), mort le 20 novembre 1826 à Bruxelles (Belgique), est un ecclésiastique et un homme politique de la Révolution française. 

## Biographie
Pierre Paganel est ordonné prêtre en 1773. Il est professeur de rhétorique au collège d'Agen et devient curé de la paroisse de Pujols en 1780. 

### Mandat à la Législative
La France devient une monarchie constitutionnelle en application de la constitution du 3 septembre 1791. Pierre Paganel, alors procureur-syndic du district de Villeneuve, est élu député du département du Lot-et-Garonne, le sixième sur neuf, à l'Assemblée nationale législative. 
Il siège à gauche dans l'hémicycle. En avril 1792, il vote pour que les soldats du régiment de Châteauvieux, qui s'étaient mutinés lors de l'affaire de Nancy, soient admis aux honneurs de la séance. En août, il vote en faveur de la mise en accusation du marquis de La Fayette. 
La monarchie prend fin à l'issue de la journée du 10 août 1792 : les bataillons de fédérés bretons et marseillais et les insurgés des faubourgs de Paris prennent le palais des Tuileries. Louis XVI est suspendu et incarcéré à la tour du Temple. 

### Mandat à la Convention
En septembre 1792, Pierre Paganel est réélu député du Lot-et-Garonne, le deuxième sur neuf, à la Convention nationale. Le 16 octobre, il est élu membre du Comité de pétitions et de correspondances. Le 18, il est élu membre du Comité des secours publics. En janvier 1793, en qualité de membre du Comité de pétitions, aux côtés de ses collègues Gustave Dechézeaux et Jean-François Ducos, il est élu membre du Comité de Défense générale. 
Il siège sur les bancs de la Plaine. Lors du procès de Louis XVI, il vote la mort, rejette l'appel au peuple mais se prononce en faveur du sursis à l'exécution. En avril 1793, il est absent lors de du scrutin sur la mise en accusation de Jean-Paul Marat. En mai, il vote contre le rétablissement de la Commission des Douze. 
En mars 1793, Paganel, aux côtés de Pierre-Anselme Garrau, est envoyé en mission dans les départements de la Gironde et du Lot-et-Garonne afin d’accélérer la levée en masse décrétée en février. Ils sont rappelés fin avril. En août, Paganel est envoyé dans les départements de la Dordogne, de la Gironde et du Lot-et-Garonne. En brumaire an II (novembre 1793), il est envoyé dans le département du Lot. En nivôse (décembre), il est envoyé dans les départements de l'Aveyron et du Tarn. Il annonce avoir achevé sa mission et rentrer à Paris en ventôse (mars 1794). À l'issue de son passage à Toulouse, il publie Le Directoire de surveillance des études provisoires.

### Du Directoire à la Restauration
Pierre Paganel n'est pas réélu député sous le Directoire. Il devient fonctionnaire au ministère des Relations extérieures. Sous le Consulat, il devient chef de division à la chancellerie de la Légion d'honneur. 
En 1810, Pierre Paganel publie l'Essai historique et critique sur la Révolution française. L'ouvrage, saisi et détruit en 1813, est réédité en 1815 par Charles-Louis-Fleury Panckoucke, fils de Charles-Joseph Panckoucke, éditeur du journal Gazette nationale ou le Moniteur universel.  
Dans ses Notes historiques sur la Convention nationale, Marc Antoine Baudot, ancien conventionnel montagnard, estime que Paganel était politiquement proche de la Gironde : « M. Paganel était un homme instruit, doux et inoffensif : il était girondin timide, très éloigné par conséquent de se déclarer partisan de la Montagne ».  
Pierre Paganel est frappé par la loi du 12 janvier 1816 contre les régicides et les soutiens aux Cent-Jours. Il meurt en 1826 en exil à Bruxelles.  
Pierre Paganel est le père de Camille Paganel, député de Lot-et-Garonne sous la monarchie de Juillet.  